# Grote Moskee van Ajlun
De Grote Moskee van Ajlun is een moskee in het centrum van de stad Ajlun in het noorden van Jordanië.
De moskee heeft een oppervlakte van ongeveer 600 m², is ongeveer 30 m lang en 20 m breed en is vanaf de oostzijde toegankelijk via drie hoofdpoorten. Het gebied omvat ook een binnenplaats waar de rituele wassing plaatsvindt. Er is ook een aparte gebedsruimte voor vrouwen.

## Geschiedenis
De moskee is een van de oudste in Jordanië. Het werd gebouwd in 1247 tijdens het bewind van de Mamlukse sultan Najim ad-Din Ayub ibn Shadi op de plaats van de oorspronkelijke Byzantijnse kerk, die werd afgebroken en gedeeltelijk in het gebouw werd geïntegreerd. Er staat een inscriptie op de moskee ter herdenking van het jaar 661 na de Hijra. In sommige delen bleven de originele Griekse inscripties achter.
In 1328 werd het gebouw verwoest door een grote overstroming. Het stond tot de helft van zijn hoogte onder water en ook de toegangspoort werd afgebroken. Vervolgens werd het in zijn oorspronkelijke vorm hersteld op basis van de hulp van de stad Damascus in Syrië.
De minaret van de moskee is een smalle toren, werd gebouwd bovenop een hogere vierhoekige toren. Volgens verschillende bronnen was het óf de klokkentoren van de oorspronkelijke Byzantijnse tabernakel, óf de haven, die pas in de islamitische periode van de Jordaanse geschiedenis werd aangelegd. Het bovenste deel van de minaret werd in het midden van de 20e eeuw gebouwd. De hoogte van de oorspronkelijke toren bedraagt 21 meter, samen met de aanbouw 45 meter hoog.
Het gebouw werd al in de 20e eeuw gerestaureerd tijdens het bewind van de Hasjemitische koning Hoessein I van Jordanië.
In 2007 begon men met de wederopbouw en modernisering van het gebouw. De bouwwerkzaamheden duurden meerdere jaren en er werd bekritiseerd dat ze te lang duurden. Ook de binnenplaats en de omgeving van de moskee werden gerestaureerd. Zo zijn er diverse houten elementen toegevoegd.
In 2013 stortte tijdens een zware regenbui een van de muren in, en daaronder werden orthodoxe kruisen onthuld.